# Tsubasa Yamaguchi
Tsubasa Yamaguchi (山口つばさ Yamaguchi Tsubasa; Tòquio, 26 de juny) és una dibuixant de manga japonesa, que s'ha fet molt coneguda arran de la publicació del manga shonen Blue Period.

## Biografia
Es va llicenciar a la Universitat Nacional de Belles Arts i Música de Tòquio. El 2014 va guanyar el premi Shikishō de la revista de manga Monthly Afternoon. Una mica més tard, el maig de 2015, va debutar professionalment al número extra de la revista Good! Afternoon amb Nude Model, un relat curt. L'any següent va crear un drama, de sols tres capítols, amb tocs de Boys' Love, anomenat Kokuhaku no Jikan. Tanmateix, l'obra que va catapultar la seva carrera va ser l'adaptació al manga del curtmetratge de 1999 Kanojo to Kanojo no Neko, amb el que s'havia fet conèixer el director Makoto Shinkai, i per a la qual Yamaguchi va ser escollida per a realitzar-ne les il·lustracions. L'obra tracta sobre el vincle que s'estableix entre una noia apocada i un gat abandonat que ella recull del carrer, que és en realitat el que narra la història. La següent obra és Blue Period, obra que narra la vida d'un noi de batxillerat que descobreix que pintar és la seva vocació i malgrat no tenir coneixements de pintura decideix lluitar per entrar a la Universitat de Belles Arts i Música. L'obra, la primera llarga de Yamaguchi, es començà a publicar l'agost de 2017 a la revista Monthly Afternoon. Amb ella ha assolit molta popularitat, especialment a partir de la publicació del primer volum recopilatori. Amb aquesta, a més, ha rebut diversos reconeixements, com són el tercer lloc del Manga Taishō (2019), el quart lloc de la secció de manga shonen de la guia Kono manga ga sugoi! (2019) i el primer premi al Minna ga erabu Comic Taishō (2018), en la categoria de futures promeses.

## Obra
- Nude Model (2015)
- Kokuhaku no Jikan (告白の時間, 2016)
- Kanojo to Kanojo no Neko (彼女と彼女の猫, 2016)
- Blue Period (2017-Present)